# 海上自衛隊第1術科学校
海上自衛隊第1術科学校（、略称：1術校（）、英称：MSDF 1st Service School、英略称：1MSS）は、海上自衛隊の術科学校の一つ。所在地は広島県の江田島地区であり、敷地内には海上自衛隊幹部候補生学校が併設されている。機関及び潜水艦に関係する術科を除く艦艇術科、特別警備、陸上警備、立入検査に関する教育を担当している。

## 概要
自衛官に、砲術、水雷、掃海、航海、通信、電子整備、潜水、陸上警備等に必要な知識及び技能を修得させるための教育訓練を行うとともに、これらの術科に関する部隊の運用等に関する調査研究を担う。また、同機関、海上自衛隊幹部候補生学校、特別警備隊および標的機整備隊並びにその周辺地区における隊員の規律の統一のほか、第1術科学校等に係る地区業務を実施している。学校長は、海将補をもって充てる。時期は未定ながら、教育の効率化のために横須賀市にある海上自衛隊第2術科学校と統合予定とされている。かつては、海上自衛隊生徒の教育も担当していた。

## 沿革

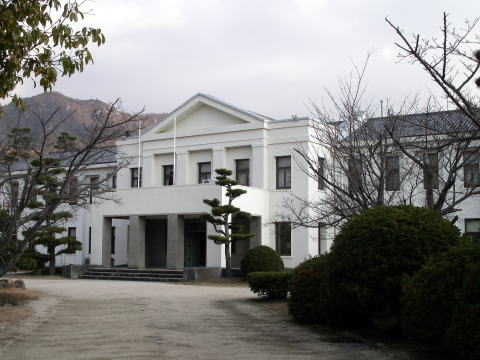
庁舎（旧海軍兵学校庁舎）

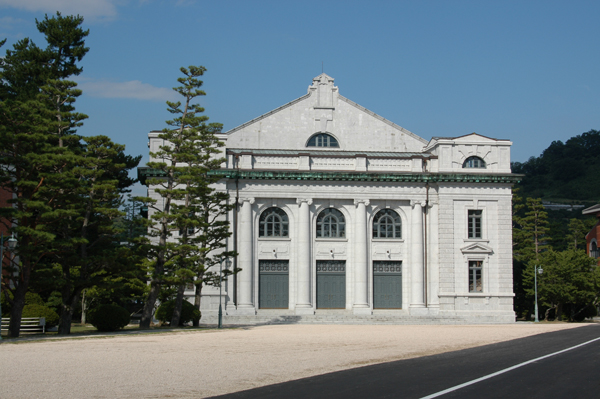
大講堂

- 1953年（昭和28年）9月16日：「警備隊術科学校」が横須賀市田浦の旧海軍水雷学校跡地に新編。
- 1954年（昭和29年）7月1日：海上自衛隊が発足し、警備隊術科学校が「海上自衛隊術科学校」に改称。
- 1956年（昭和31年）1月16日：海上自衛隊術科学校が横須賀から江田島に移転[注 4]。
- 1958年（昭和33年）4月1日：海上自衛隊術科学校が「海上自衛隊第1術科学校」に改称。

※編成（総務部、教務部、教育部、研究部及び学生隊）
- 1960年（昭和35年）
  - 2月1日：教育部は「教育第1部」及び「教育第2部」となり、教育第2部が自衛隊生徒教育を担当。
  - 10月1日：「生徒教育部」が置かれる。
- 1963年（昭和38年）3月1日：「教育第3部」及び「教育第4部」が置かれる。
- 1970年（昭和45年）3月2日：「海上自衛隊少年術科学校」が新設、生徒教育部を廃止。
- 1975年（昭和50年）
  - 10月1日：海上自衛隊第4術科学校の設立により、経理・補給及び監理の術科教育が同校に移管。
  - 12月17日：教育第4部が廃止。
- 1982年（昭和57年）10月1日：海上自衛隊少年術科学校が廃止、「生徒部」を新設。
- 2001年（平成13年）3月30日：教育第1部の陸警科を廃止し、教育第3部に警備科を置く。
- 2005年（平成17年）3月1日：自衛隊呉病院の開院に伴い、自衛隊江田島病院が第1術科学校総務部衛生課医務室に縮小改編。
- 2011年（平成23年）4月1日：生徒部を廃止[注 5]。
- 2021年（令和03年）5月13日： ローソン・ポプラ江田島第1術科学校店が開店[7]。

## 組織編成
- 総務部
  - 総務課
  - 管理課
  - 港務課
  - 厚生課
  - 経理課
  - 補給課
  - 衛生課
- 教務部
  - 教務課
  - 教材課
  - 整備課

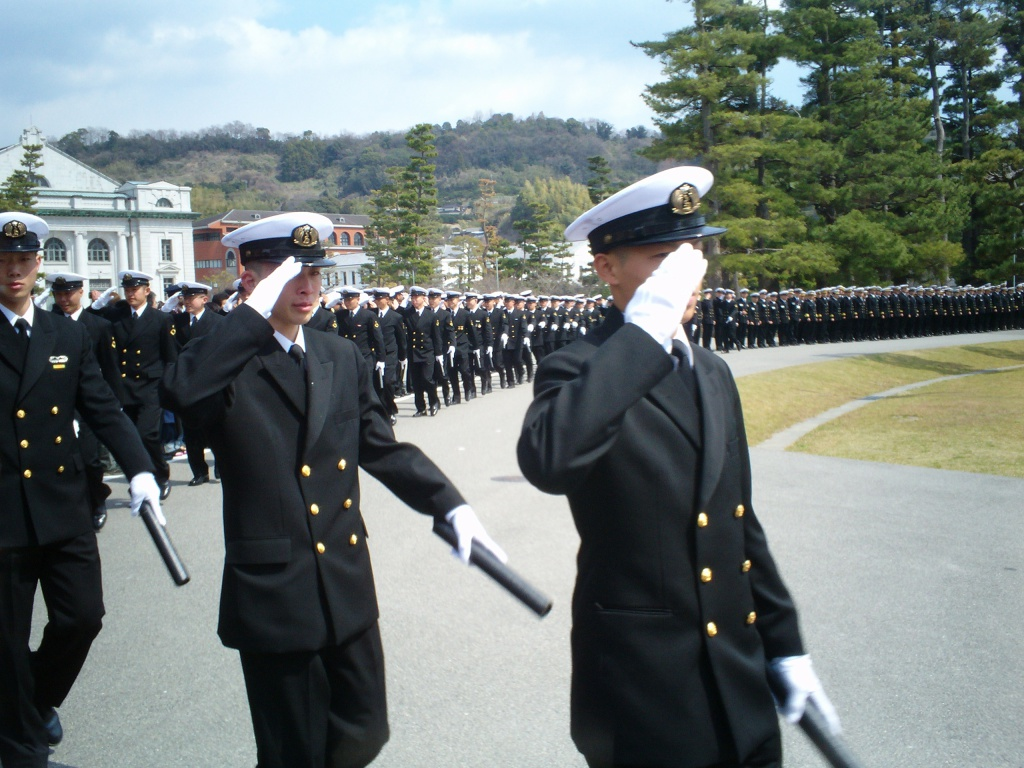
同校生徒部を卒業し3等海曹に任ぜられた海上自衛隊生徒。同校の伝統として卒業生は行進をして別れを告げる。

- 教育第1部…砲術・水雷・船務の術科並びに統率・防衛及び航空に関する教育訓練
- 教育第2部…航海・気象・通信・電子及び電気の術科並びに体育に関する教育訓練
- 教育第3部…掃海・港湾防備・運用・応急・潜水及び特別警備の術科並びに教育技術及び陸上警備に関する教育訓練
- 研究部
  - 資料課
- 学生隊
  - 学生隊本部
  - 第1学生隊
  - 第2学生隊
- 主任教官（7人）
- 学校教官
- 研究部員

## 主要幹部

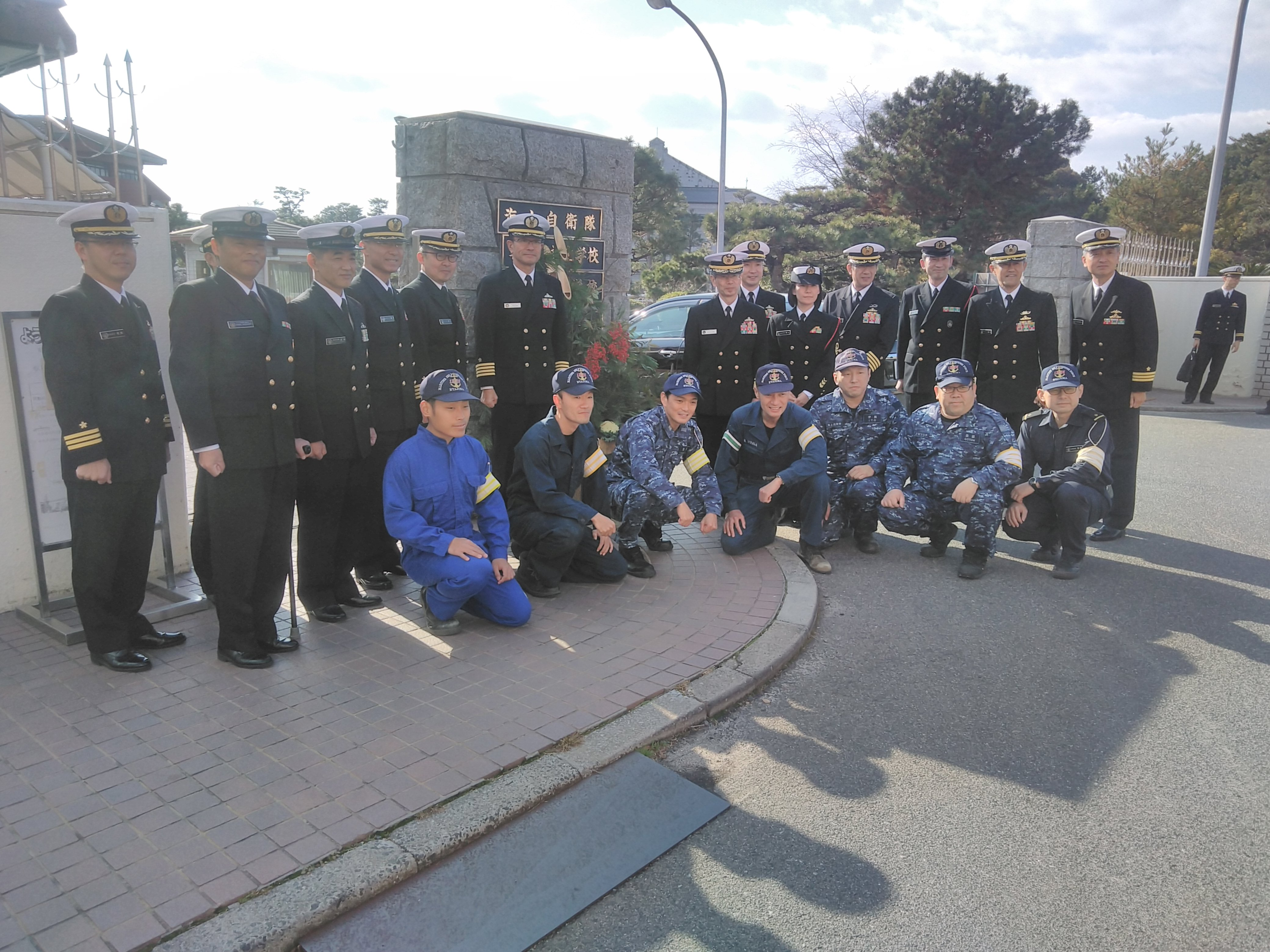
令和初の角松を祝う第1術科学校長 丸澤伸二 海将補以下の主要幹部

| 官職名                  | 階級    | 氏名     | 補職発令日     | 前職                                          |
| ----------------------- | ------- | -------- | -------------- | --------------------------------------------- |
| 海上自衛隊第1術科学校長 | 海将補  | 小杉正博 | 2024年12月20日 | 海上幕僚監部総務部長                          |
| 副校長                  | 1等海佐 | 伊藤拓也 | 2023年12月01日 | 呉地方総監部防衛部長                          |
| 総務部長                | 1等海佐 | 土屋剛   | 2024年08月19日 | 佐世保地方総監部管理部長                      |
| 教務部長                | 1等海佐 | 川岸裕嗣 | 2025年03月24日 | 自衛艦隊司令部監察主任幕僚                    |
| 教育第1部長             | 1等海佐 | 岩波俊行 | 2025年08月01日 | 海上自衛隊幹部学校防衛戦略教育研究部 主任教官 |
| 教育第2部長             | 1等海佐 | 倉光啓介 | 2024年03月31日 | 海上システム開発隊指揮通信開発部長            |
| 教育第3部長             | 1等海佐 | 岩永剛一 | 2025年08月18日 | 情報本部勤務                                  |
| 研究部長                | 2等海佐 | 雄山誠司 | 2024年06月03日 | とわだ艦長                                    |

| 代                      | 氏名                    | 在職期間              | 出身校・期                     | 前職                                                                                | 後職                                                                              |
| 警備隊術科学校長        | 警備隊術科学校長        | 警備隊術科学校長      | 警備隊術科学校長               | 警備隊術科学校長                                                                    | 警備隊術科学校長                                                                  |
| ----------------------- | ----------------------- | --------------------- | ------------------------------ | ----------------------------------------------------------------------------------- | --------------------------------------------------------------------------------- |
| -                       | 安藤平八郎 （警備監補） | 1953.9.16 1954.6.30   | 東高船（機） 昭和2年卒         | 舞鶴地方総監 →1953.8.16 第二幕僚監部附                                              | 海上自衛隊術科学校長                                                              |
| 海上自衛隊術科学校長    |                         |                       |                                |                                                                                     |                                                                                   |
| 01                      | 安藤平八郎              | 1954.7.1 1956.1.15    | 東高船（機） 昭和2年卒         | 警備隊術科学校長 1954.9.1 - 9.19 海上自衛隊幹部学校長兼務                           | 海上幕僚監部技術部長                                                              |
| 02                      | 小國寛之輔              | 1956.1.16 1958.1.15   | 海機33期                       | 大湊地方総監                                                                        | 海上幕僚監部付 →1958.2.17 退職（海将昇任）                                        |
| 03                      | 鈴木英                  | 1958.1.16 1958.3.31   | 海兵55期・ 海大38期            | 練習隊群司令 →1957.11.1 海上幕僚監部付                                              | 海上自衛隊第1術科学校長                                                           |
| 海上自衛隊第1術科学校長 |                         |                       |                                |                                                                                     |                                                                                   |
| 01                      | 鈴木 英                 | 1958.4.1 1960.7.31    | 海兵55期・ 海大38期            | 海上自衛隊術科学校長                                                                | 幹部学校付 →1961.7.1 海将昇任 →1961.7.15 海上幕僚監部付 →1961.8.15 自衛艦隊司令官 |
| 02                      | 麻生孝雄 （海将）       | 1960.8.1 1961.8.14    | 海兵55期・ 海大37期            | 自衛艦隊司令                                                                        | 横須賀地方総監                                                                    |
| 03                      | 関戸好蜜                | 1961.8.15 1962.9.30   | 海兵57期                       | 第3護衛隊群司令                                                                     | 海上幕僚監部付 →1963.1.1 退職                                                     |
| 04                      | 永井 昇                 | 1962.10.1 1963.6.30   | 海兵59期                       | 練習艦隊司令官                                                                      | 護衛艦隊司令官                                                                    |
| 05                      | 市來崎秀丸              | 1963.7.1 1964.7.1     | 海兵58期                       | 幹部候補生学校長専任 ※1963.7.1 - 1964.1.15 幹部候補生学校長兼任                     | 退職（海将昇任）                                                                  |
| 06                      | 富田敏彦                | 1964.7.16 1967.1.15   | 海兵59期                       | 海上幕僚監部調査部長 →1965.1.1 海将昇任 ※1966.4.30 - 1966.6.30 幹部候補生学校長兼任 | 退職                                                                              |
| 07                      | 高橋定 （海将）         | 1967.1.16 1968.3.31   | 海兵61期                       | 教育航空集団司令                                                                    | 海上自衛隊幹部学校長                                                              |
| 08                      | 竹山百合人 （海将）     | 1968.4.1 1968.12.31   | 海兵61期                       | 舞鶴地方総監                                                                        | 横須賀地方総監                                                                    |
| 09                      | 石塚 榮 （海将）        | 1969.1.1 1969.12.31   | 海兵63期                       | 第1掃海隊群司令                                                                     | 海上自衛隊幹部学校長                                                              |
| 10                      | 大川秀四郎 （海将）     | 1970.1.1 1971.6.30    | 海兵64期                       | 海上自衛隊幹部候補生学校長                                                          | 舞鶴地方総監                                                                      |
| 11                      | 藪下利治                | 1971.7.1 1972.6.30    | 海兵66期                       | 自衛艦隊司令部幕僚長 →1972.1.1 海将昇任                                             | 海上自衛隊幹部学校長                                                              |
| 12                      | 井上龍昇 （海将）       | 1972.7.1 1973.6.30    | 海兵68期                       | 海上幕僚監部調査部長                                                                | 統合幕僚会議事務局長 兼 統合幕僚学校長                                            |
| 13                      | 最上暢雄 （海将）       | 1973.7.1 1974.6.30    | 海兵67期                       | 防衛研修所副所長                                                                    | 退職                                                                              |
| 14                      | 門脇尚一 （海将）       | 1974.7.1 1975.11.30   | 海兵69期                       | 統合幕僚会議事務局第2幕僚室長                                                       | 佐世保地方総監                                                                    |
| 15                      | 米村泰典 （海将）       | 1975.12.1 1976.11.30  | 海兵71期                       | 海上幕僚監部総務部長 →1975.9.1 海上幕僚監部付                                       | 退職                                                                              |
| 16                      | 寺部甲子男 （海将）     | 1976.12.1 1977.8.31   | 海兵71期                       | 防衛大学校訓練部長                                                                  | 海上自衛隊幹部学校長                                                              |
| 17                      | 前田優 （海将）         | 1977.9.1 1979.1.31    | 海兵73期                       | 統合幕僚会議事務局第5幕僚室長                                                       | 佐世保地方総監                                                                    |
| 18                      | 小室祥悦 （海将）       | 1979.2.1 1980.12.4    | 海兵74期                       | 練習艦隊司令官 →1978.12.11 海上幕僚監部付                                           | 呉地方総監                                                                        |
| 19                      | 伴野丈夫 （海将）       | 1980.12.5 1981.12.1   | 海兵74期                       | 開発指導隊群司令                                                                    | 退職                                                                              |
| 20                      | 菅田昭男 （海将）       | 1981.12.2 1983.12.19  | 海兵76期・ 広島工専 昭和22年卒 | 練習艦隊司令官                                                                      | 舞鶴地方総監                                                                      |
| 21                      | 内 富男 （海将）        | 1983.12.20 1984.12.16 | 鹿児島大・ 1期幹候             | 海上自衛隊第2術科学校長                                                             | 呉地方総監                                                                        |
| 22                      | 遠藤峻生 （海将）       | 1984.12.17 1987.3.15  | 早大・ 3期幹候                 | 阪神基地隊司令                                                                      | 退職                                                                              |
| 23                      | 伊東隆行                | 1987.3.16 1988.3.15   | 海保大2期・ 6期幹候            | 防衛大学校訓練部長                                                                  | 護衛艦隊司令官                                                                    |
| 24                      | 水本幾男                | 1988.3.16 1989.12.14  | 防大1期                        | 練習艦隊司令官 →1987.12.2 海上幕僚監部付                                            | 退職                                                                              |
| 25                      | 今泉康昭                | 1989.12.15 1991.3.15  | 海保大4期・ 9期幹候            | 佐世保地方総監部幕僚長                                                              | 退職                                                                              |
| 26                      | 小倉 守                 | 1991.3.16 1992.3.15   | 防大3期                        | 舞鶴地方総監部幕僚長                                                                | 退職                                                                              |
| 27                      | 小田優秀                | 1992.3.16 1994.3.31   | 防大5期                        | 防衛大学校訓練部長                                                                  | 退職                                                                              |
| 28                      | 落合畯                  | 1994.4.1 1996.3.24    | 防大7期                        | 第2掃海隊群司令                                                                     | 退職                                                                              |
| 29                      | 出來義彦                | 1996.3.25 1997.3.25   | 防大7期                        | 防衛大学校訓練部長                                                                  | 退職                                                                              |
| 30                      | 長崎嘉徳                | 1997.3.26 1998.12.7   | 防大9期                        | 開発指導隊群司令                                                                    | 退職                                                                              |
| 31                      | 上田愛生                | 1998.12.8 2001.3.26   | 防大11期                       | 海上幕僚監部監察官                                                                  | 退職                                                                              |
| 32                      | 平井良彦                | 2001.3.27 2002.12.1   | 防大13期                       | 掃海隊群司令                                                                        | 退職                                                                              |
| 33                      | 関 泰雄                 | 2002.12.2 2004.3.2    | 防大14期                       | 開発隊群司令                                                                        | 退職                                                                              |
| 34                      | 泉 徹                   | 2004.3.29 2005.7.27   | 防大17期                       | 防衛大学校訓練部長                                                                  | 舞鶴地方総監                                                                      |
| 35                      | 袴田忠夫                | 2005.7.28 2007.3.27   | 防大17期                       | 阪神基地隊司令                                                                      | 退職                                                                              |
| 36                      | 長谷川洋                | 2007.3.28 2009.1.29   | 防大18期                       | 海上自衛隊第2術科学校長                                                             | 退職                                                                              |
| 37                      | 宮﨑行隆                | 2009.1.30 2009.12.6   | 防大20期                       | 海上自衛隊幹部候補生学校長                                                          | 退職                                                                              |
| 38                      | 佐々木孝宣              | 2009.12.7 2011.4.26   | 防大21期                       | 防衛大学校訓練部長                                                                  | 舞鶴地方総監                                                                      |
| 39                      | 鍜治雅和                | 2011.4.27 2013.8.21   | 防大24期                       | 呉地方総監部幕僚長                                                                  | 潜水艦隊司令官                                                                    |
| 40                      | 德丸伸一                | 2013.8.22 2015.8.3    | 防大25期                       | 掃海隊群司令                                                                        | 退職                                                                              |
| 41                      | 渕之上英寿              | 2015.8.4 2016.12.19   | 防大26期                       | 佐世保地方総監部幕僚長                                                              | 退職                                                                              |
| 42                      | 中畑康樹                | 2016.12.20 2019.3.31  | 防大30期                       | 防衛監察本部監察官                                                                  | 統合幕僚監部運用部長                                                              |
| 43                      | 丸澤伸二                | 2019.4.1 2020.3.17    | 大阪外大・ 36期幹候            | 海上幕僚監部指揮通信情報部長                                                        | 退職                                                                              |
| 44                      | 岩﨑英俊                | 2020.3.18 2021.12.21  | 防大31期                       | 海上自衛隊第2術科学校長                                                             | 退職                                                                              |
| 45                      | 白根 勉                 | 2021.12.22 2022.12.12 | 防大32期                       | 佐世保地方総監部幕僚長                                                              | 海上幕僚監部付 →2022.12.13 退職                                                   |
| 46                      | 梶元大介                | 2022.12.23 2023.12.21 | 防大32期                       | 海上自衛隊幹部候補生学校長                                                          | 退職                                                                              |
| 47                      | 石巻義康                | 2023.12.22 2024.12.19 | 防大36期                       | 海上自衛隊第2術科学校長                                                             | 海上自衛隊幹部学校長                                                              |
| 48                      | 小杉正博                | 2024.12.20            | 防大34期                       | 海上幕僚監部総務部長                                                                |                                                                                   |

## 見学会
昭和35年より、自衛隊広報活動の一環として、第１術科学校（旧海軍兵学校跡地）の案内付き見学会を実施している。教育参考館や講堂など自衛隊のみならず、旧海軍の関連資料の見学も出来る。「トリップアドバイザー」による2014年（平成26年）の「行ってよかった！無料観光スポット」調査では、3位を獲得している。毎週火曜日の午前中には、海上自衛隊課業整列の見学会も実施されている。第1術科学校の見学者は、令和4年末で累計510万人とされている。

### 同一敷地内
- 海上自衛隊幹部候補生学校
- 海軍兵学校 (日本)
- 従道小学校（従道国民学校）
- ローソン・ポプラ江田島第1術科学校店[注 6]

### 江田島島内
- 特別警備隊 - 隊員教育コースがある。
- 教法寺 - 同校の前身である海軍兵学校創設のため移転した浄土真宗本願寺派寺院[注 7]。

### 作品
- 坂の上の雲 (テレビドラマ) - 大講堂がロケ地として使われた。

### 人物
- 金井宣茂 - 同機関の衛生課で勤務していた。